# Ilene Kristen
Ilene Kristen (Brooklyn - New York, 30 juli 1952), geboren als Ilene Schatz, is een Amerikaanse actrice.
Kristen is het meest bekend van haar rol als Delia Reid Ryan Coleridge in de televisieserie Ryan's Hope waar zij in 678 afleveringen speelde (1975-1989) en van haar rol als Roxanne Balsom in de televisieserie One Life to Live waar zij in 281 afleveringen speelde (2002-2012).

## Biografie
Kristen werd geboren in de borough Brooklyn van New York.
Kristen is ook actief in het theater, zowel op Broadway als off-Broadway. Op Broadway speelde zij van 1972 tot en met 1980 in de musical Grease in de rol van Patty Simcox en van 1985 tot en met 1986 in de musical Mayor in de rol van Leona Helmsley.

## Filmografie

### Films
Uitgezonderd korte films.
- 2022 Bleecker - als Stella
- 2011 Hunting Season – als Mrs. Klein
- 2008 Manhattanites – als Marylin Marsden
- 2007 Knock Knock – als sexy bibliothecaresse
- 2007 Mattie Fresno and the Holoflux Universe – als Liz
- 2005 The Signs of the Cross – als Mrs. Coyne
- 2005 Tinsel Town – als advocate
- 1999 Vivid – als Susan
- 1987 The Shaman – als Helen
- 1985 Desperately Seeking Susan – als gaste op feest
- 1980 Why Would I Lie? – als serveerster
- 1979 The Lady in Red – als Wynona
- 1979 Night-Flowers – als Krishna vrouw
- 1971 Preacherman – als Mary Lou

### Televisieseries
Uitgezonderd eenmalige gastrollen.
- 2011-2017 The Bay - als dr. Liza Garrett - 4 afl.
- 2014-2016 Pride: The Series - als professor Eleanor Brixton - 5 afl.
- 2015 Show Me a Hero - als gastvrouw - 2 afl.
- 2013-2015 General Hospital – als Delia Ryan - 9 afl.
- 2002-2012 One Life to Live – als Roxanne Balsom – 281 afl.
- 1995 Another World – als Madeline Thompson - ? afl.
- 1990-1991 Loving – als Norma Gilpin - 9 afl.
- 1975-1989 Ryan's Hope – als Delia Reid Ryan Coleridge – 680 afl.